# Джейк Ветзел
Джейк Ветзел  (англ. Jake Wetzel, 26 грудня 1976) - американський веслувальник, олімпійський чемпіон.

## Виступи на Олімпіадах
| Олімпіада   | Дисципліна                        | Місце |
| ----------- | --------------------------------- | ----- |
| Сідней 2000 | Men's Quadruple Sculls            | 7     |
| Афіни 2004  | четвірка розстібна без стернового | 2     |
| Пекін 2008  | вісімка розстібна зі стерновим    | 1     |